# پناهگاه حقیقت
پناهگاه حقیقت (به تایلندی: ปราสาทสัจธรรม، به انگلیسی: Sanctuary of Truth) یک بنای مذهبی بودایی است که در کشور تایلند و در شهر پاتایا واقع شده‌است. ساخت این معبد بودایی سال ۱۹۸۱ آغاز شده و همچنان نیز ادامه دارد. گفته می‌شود که ساخت آن تا سال ۲۰۵۰ نیز ادامه داشته باشد.

## معماری معبد
ارتفاع معبد ۱۵۰ متر و معماری آن طبق معماری تایلندی و دورهٔ ایوتان است. در این معبد توجه زیادی به معماری سنتی شده‌است و جزئیات زیادی برای تزئینات آن به کار برده شده‌است.
در اینجا از مجسمه‌ها و نقاشی‌های اساطیری و بودایی بسیاری استفاده شده‌است که نمادی از دین‌های هندو، کامبوجی، چینی است.

## بازدید از معبد
بازدید از این معبد بودایی همه روزه از ساعت ۸ تا ۱۸ امکان‌پذیر است.